# St. John's Masters League
De St. John's Masters League is de veteranenvoetbalcompetitie van de Canadese stad St. John's en omgeving. De Masters League wordt georganiseerd door de St. John's Soccer Club en is enkel toegankelijk voor mannen die minimaal 35 jaar oud zijn, de zogenaamde masters ("veteranen").
De reeks bestaat uitsluitend uit amateurteams afkomstig uit de Metropoolregio St. John's en is bij de belangrijkste veteranenvoetbalcompetities van de provincie Newfoundland en Labrador. De competitie loopt van mei tot oktober en bestaat uit een regulier seizoen gevolgd door play-offs.

## Ploegen
Anno 2024 komen er zeven teams uit in de St. John's Masters League. Daaronder de veteranenelftallen van drie Challenge Cup-clubs, namelijk van Holy Cross FC, Feildians AA en Mount Pearl SC. De vier andere elftallen zijn opzichzelfstaande masters-teams. Het betreft met name 78 FC, Duke of Duckworth, Elliott Dental en Ignite FC.